# Sociedad Nacional de los Ferrocarriles Belgas
SNCB (Société Nationale des Chemins de fer Belges en francés) o NMBS (Nationale Maatschappij der Belgische Spoorwegen en neerlandés)  (Sociedad Nacional de los Ferrocarriles Belgas en español) es la empresa ferroviaria nacional belga. Fue fundada en 1926 y es una compañía autónoma del gobierno belga. 
En 2005 la compañía fue dividida en tres partes a fin de adaptarse a las normas europeas vinculadas a la liberalización del transporte ferroviario: Infrabel, que gestiona la infraestructura ferroviaria y las operaciones y accesos a la red; NMBS/SNCB propiamente dicha, que gestiona los servicios de pasajeros y mercancías, y NMBS/SNCB-Holding, que es la propietaria de ambas compañías y supervisa la colaboración entre ellas.

## Pasajeros transportados y red
En 2006 NMBS/SNCB transportó 187,5 millones de pasajeros equivalentes a 8.521 millones de pasajeros-kilómetros en su red de 3.536 km. Del total de la red 2.950 km están electrificados a 3000 V en corriente continua y 351 km a 25 Kv en corriente alterna.
En 2007 la red incluía dos LAVs (Líneas de Alta Velocidad) habilitadas para circular a 300 km/h: la LAV 1 que une el sur de Bruselas con la frontera francesa y desde allí continúa por LAVs francesas hacia París, Lille y Londres, y la LAV 2 que une Lovaina con Lieja. La LAV 3, que une Lieja con la frontera alemana cerca de Aquisgrán, y la LAV 4, que une la red de alta velocidad holandesa (HSL-Zuid), han sido abiertas el 13 de diciembre de 2009.